# Napoleone Zanetti
Napoleone Zanetti (Padova, 14 febbraio 1837 – Venezia, 24 aprile 1893) è stato un patriota italiano, partecipante alla spedizione dei Mille.

## Biografia
Napoleone nacque a Padova il 14 febbraio 1837 da Napoleone e Maddalena Rizzardini. In giovane età si trasferì con la famiglia a Lovere. Nel 1859 partecipò alla seconda guerra d'indipendenza italiana. L'anno successivo si arruolò volontario per la spedizione dei mille guidata dal generale Giuseppe Garibaldi. Nella notte fra il 5 e il 6 maggio 1860 partì da Quarto, presso Genova, alla volta di Marsala in Sicilia dove sbarcò l'11 maggio. Dopo la conquista della Sicilia e lo scioglimento delle truppe a fine spedizione, Zanetti fece ritorno a Padova. Morì a Venezia il 24 aprile 1893.